# درافيدوصور
درافيدوسورس (بالإنجليزية: Dravidosaurus) هو ديناصور نباتي عاش في أواخر العصر الطباشيري في الهند تحديداً وهو من عائلة en:stegosaur . ويعتبر أصغر عضو في المجموعة حيث لا يزيد طوله عن 3 أمتار. وقد عثر على أجزاء قليلة من الهيكل تشمل أجزاء من الجمجمة والأسنان والصفائح .